# Lista postaci cyklu Pieśń lodu i ognia

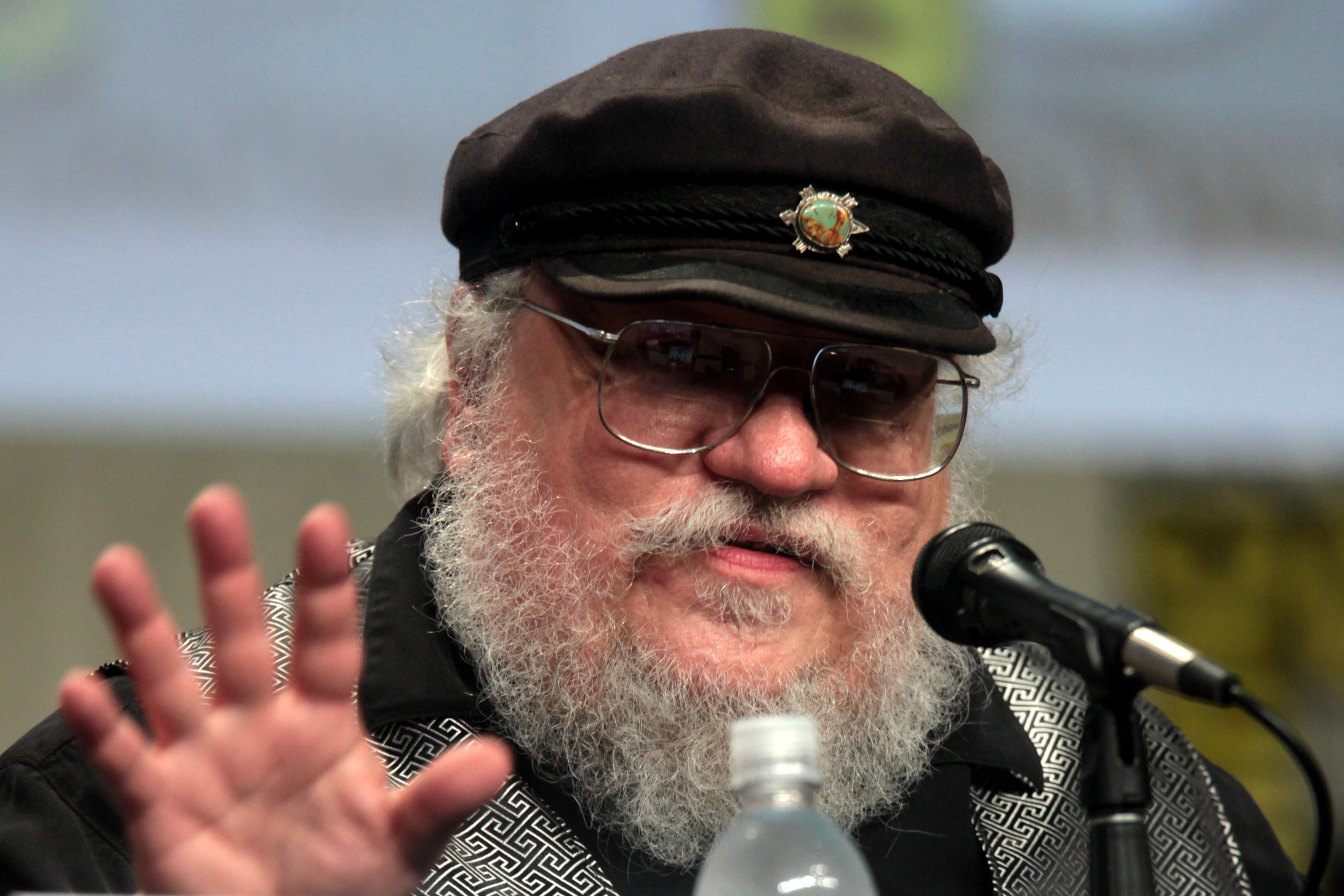
George R.R. Martin – autor sagi

Logo serialu

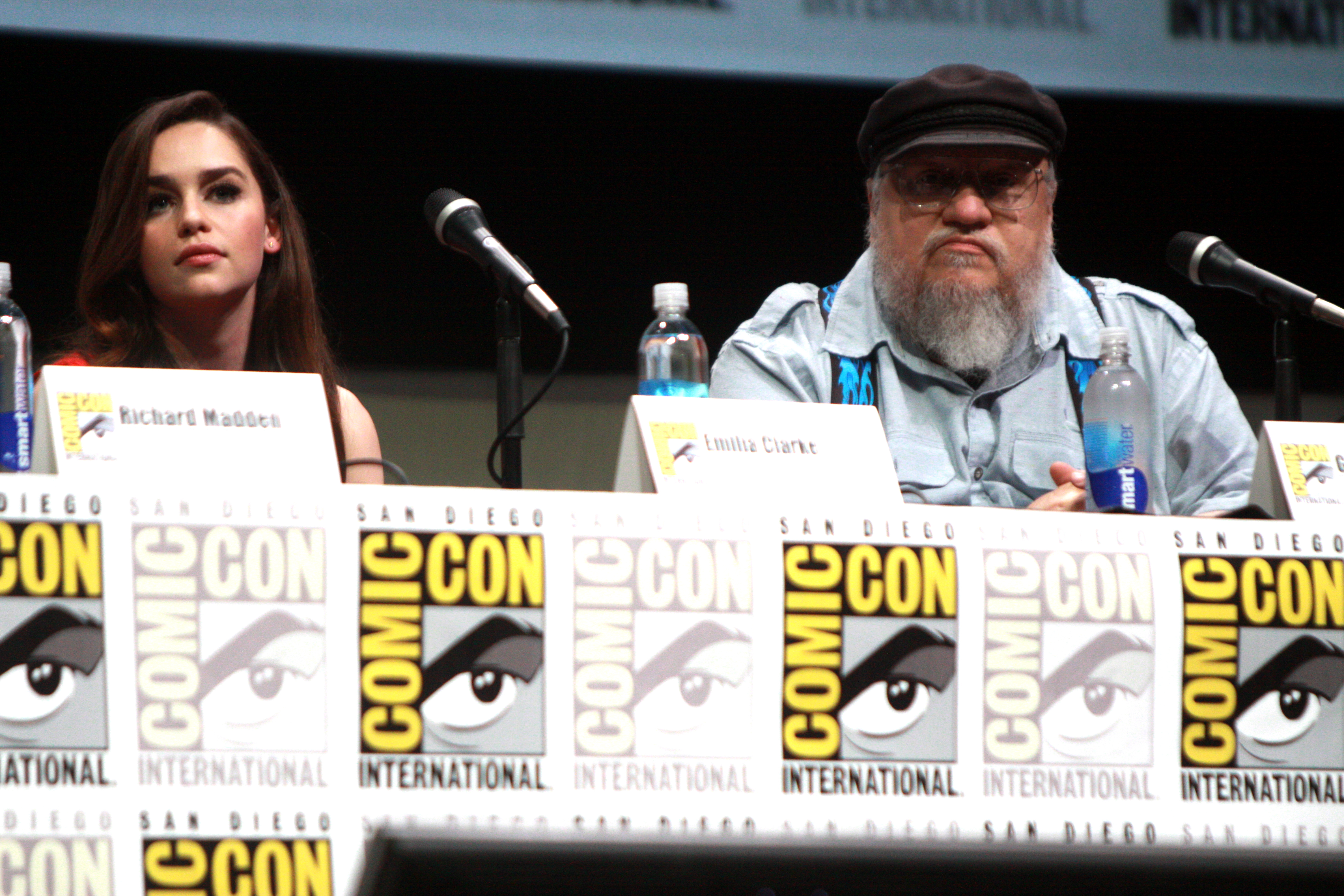
George R.R. Martin i Emilia Clarke – serialowa Daenerys Targaryen na Comic-Conie 2013 w San Diego

Lista postaci cyklu Pieśń lodu i ognia – lista postaci pojawiających się w serii powieści Pieśń lodu i ognia amerykańskiego pisarza George’a R.R. Martina oraz w ich ekranizacji – serialu Gra o tron.
Saga Pieśń lodu i ognia planowana jest na siedem części, ukazało się pięć powieści (w nawiasach daty oryginalnych wydań) Gra o tron (1996),  Starcie królów (1998), Nawałnica mieczy (2000), Uczta dla wron (2005), Taniec ze smokami (2011). W Polsce tomy trzeci, czwarty i piąty ukazały się w dwóch częściach każdy.
Tom pierwszy przetłumaczył Paweł Kruk, a od drugiego tomu tłumaczem serii został Michał Jakuszewski.

## Dom Arrynów

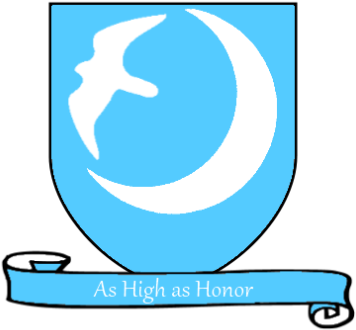
Herb Arrynów

Jeden z Wielkich Rodów Westeros, Obrońcy Doliny (Arrynów), lordowie Orlego Gniazda.
Pochodzą od królów Góry i Doliny.
Dewiza rodu: Wysoko jak honor.
Herb: Księżyc i sokół, białe na jasnobłękitnym polu.
Hołd lenny złożyły Arrynom rody: Baelish, Belmore, Corbray, Egen, Hersy, Hunter, Melcolm, Redfort, Royce i Waynwood.

### Jon Arryn
Jon Arryn – głowa rodu Arrynów, lord Orlego Gniazda, Obrońca Doliny, Namiestnik Wschodu, królewski namiestnik.
Mąż Lysy Tully, ojciec Roberta.
Dawny opiekun Roberta Baratheona i Neda Starka. Ginie na początku Gry o Tron.
W serialu w postać Jona wcielił się: John Standing.

### Lysa Arryn
Lysa Arryn, z domu Tully – żona Jona, matka Roberta, córka Hostera Tully'ego.
Po śmierci swego męża – pani Orlego Gniazda.
W serialu w postać Lysy wcieliła się: Kate Dickie.

### Robert Arryn
Robert Arryn – syn lorda Jona i Lysy. Dziedzic Orlego Gniazda.
W serialu postać występuje pod imieniem Robin, a wcielił się w nią: Lino Facioli.

### Lennicy Arrynów
- Yohn Royce – zwany Spiżowym Yohnem, lord Runestone
- Andar Royce – syn Yohna Royce’a, dziedzic Runestone
- Nestor Royce – wielki zarządca Doliny i kasztelan Księżycowych Bram
- Albar Royce – syn Nestora
- Myranda Royce – zwana Randą, córka Nestora, wdowa
- Lyonel Corbray – lord Heart’s Home
- Lyn Corbray – brat lorda Lyonela Corbraya, właściciel sławnego miecza o imieniu Smętna Dama
- Lucas Corbray – brat lorda Lyonela i ser Lyna
- Triston Sunderland – lord Trzech Sióstr
- Godric Borrell – lord Słodkiej Siostry
- Rolland Longthorpe – lord Długiej Siostry
- Alesandor Torrent – lord Małej Siostry
- Anya Waynwood – pani Żelaznych Dębów
- Morton Waynwood – dziedzic Żelaznych Dębów, syn Anyi

## Dom Baratheonów

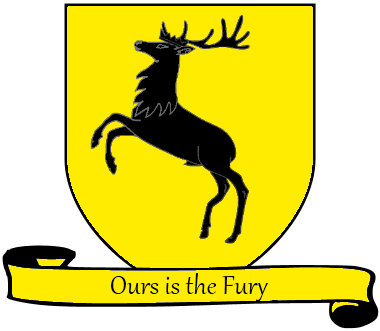
Herb Baratheonów

Jeden z Wielkich Rodów Westeros, ród królewski, Lordowie Końca Burzy i Smoczej Skały.
Założycielem rodu, w czasach Podboju, był Orys Baratheon, bękarci brat Aegona Targaryena, zwanego Aegonem Smokiem.
Dewiza rodu: Nasza jest furia.
Herb: jeleń w koronie, czarny na złotym tle.
Hołd lenny złożyły Baratheonom rody: Bar Emmon, Caron, Celtigar, Dondarrion, Errol, Estermont, Penrose, Seaworth, Selmy, Sunglass, Swann, Tarth, Trant, Velaryon i Wylde.

### Joffrey Baratheon
Joffrey Baratheon – oficjalnie syn króla Roberta i Cersei Lannister. Dziedzic Żelaznego Tronu. Brat Tommena i Myrcelli.
Po śmierci ojca – król Westeros.
W serialu w postać Joffreya wcielił się: Jack Gleeson.

### Renly Baratheon
Renly Baratheon – najmłodszy brat Roberta i Stannisa, lord Końca Burzy.
W serialu w postać Renly’ego wcielił się: Gethin Anthony.

### Robert Baratheon
Robert Baratheon – król Westeros, władca Żelaznego Tronu, głowa rodu Baratheonów. Mąż Cersei Lannister. Najstarszy brat Stannisa i Renly’ego.

Herb Stannisa

Przywódca buntu przeciw Targaryenom. Ginie na początku Gry o Tron.
W serialu w postać Roberta wcielił się: Mark Addy.

### Stannis Baratheon
Stannis Baratheon – brat Roberta i Renly’ego, pan Smoczej Skały.
W serialu w postać Stannisa wcielił się: Stephen Dillane.

### Myrcella Baratheon
Córka Roberta Baratheona i Cersei Lannister.
W serialu w postać Myrcelli wcieliły się: Aimee Richardson i Nell Tiger Free.

### Tommen Baratheon
Tommen Baratheon – oficjalnie syn króla Roberta i Cersei Lannister. Młodszy brat Joffreya i Myrcelli.
Po śmierci brata – król Westeros.
W serialu w postać Tommena wcielili się: Callum Wharry i Dean-Charles Chapman.

## Dom Greyjoyów

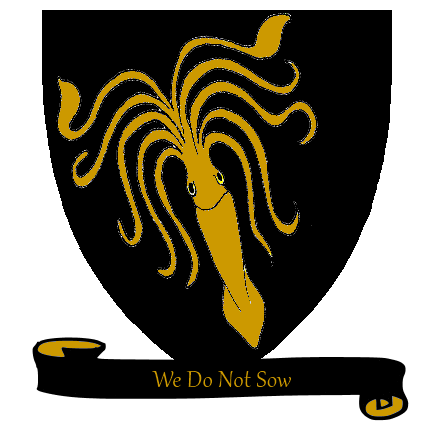
Herb Greyjoyów

Jeden z Wielkich Rodów Westeros, Lordowie Żelaznych Wysp, Lordowie Pyke. Nazywani Żelaznymi Ludźmi.
Wywodzą się od Szarego Króla (Era Herosów).
Dewiza rodu: My nie siejemy.
Herb: złoty kraken na czarnym polu.
Hołd lenny złożyły Greyjoyom rody: Botley, Goodbrother, Harlaw, Merlyn, Stonehouse, Sunderly, Tawney i Wynch.

### Aeron Greyjoy
Aeron Greyjoy, Mokra Czupryna – najmłodszy brat Balona, kapłan Utopionego Boga.
W książce Uczta dla wron (w dwóch rozdziałach) prowadzona jest narracja z jego perspektywy.
W serialu w postać Aerona wcielił się Michael Feast

### Asha Greyjoy
Asha Greyjoy – córka lorda Balona, siostra Theona, kapitan Czarnego Wichru.
W książkach Uczta dla wron (w jednym rozdziale) oraz Taniec ze smokami prowadzona jest narracja z jej perspektywy.
W serialu postać występuje pod imieniem Yara, a wcieliła się w nią Gemma Whelan.

### Balon Greyjoy
Balon Greyjoy – głowa rodu Greyjoyów, lord Żelaznych Wysp, Lord Kosiarz Pyke, Syn Morskiego Wichru, kapitan Wielkiego Krakena.
Ojciec Rodrika i Marona (zabici podczas buntu Greyjoyów) oraz Ashy i Theona.
W serialu w postać Balona wcielił się Patrick Malahide.

### Theon Greyjoy
Theon Greyjoy – syn lorda Balona, zakładnik rodu Starków, wychowywał się z dziećmi Neda i Cat.
W książkach Starcie królów i Taniec ze smokami prowadzona jest narracja z jego perspektywy.
W serialu w postać Theona wcielił się Alfie Allen.

### Victarion Greyjoy
Victarion Greyjoy – młodszy brat Balona i Eurona, dowódca Żelaznej Floty, kapitan Żelaznego Zwycięstwa.
W książka Uczta dla wron (w dwóch rozdziałach) i Taniec ze smokami (w jednym rozdziale) prowadzona jest narracja z jego perspektywy.
W serialu postać nie pojawia się.

### Euron Greyjoy
Euron Greyjoy – młodszy brat i następca Balona, kapitan Ciszy.
W serialu w postać Eurona wcielił się Pilou Asbæk.

## Dom Lannisterów

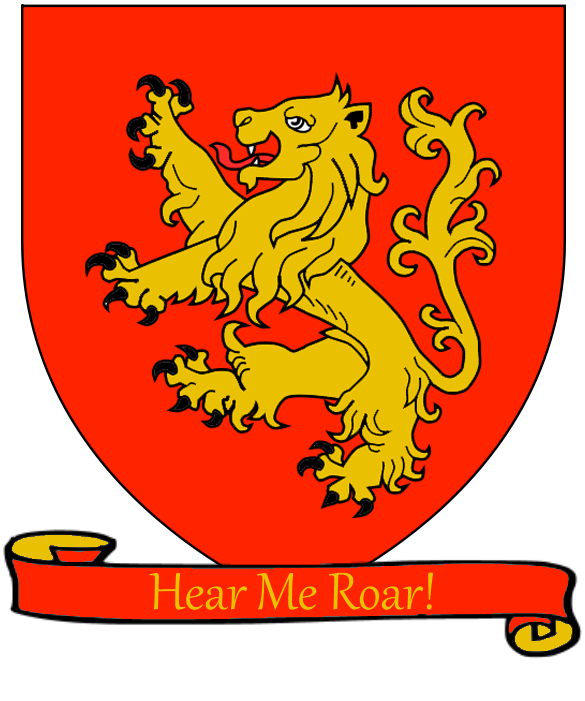
Herb Lannisterów

Jeden z Wielkich Rodów Westeros, Lordowie Lannisportu, władcy Casterly Rock, namiestnicy Zachodu.
Ród wywodzi się po kądzieli od legendarnego Lanna Sprytnego żyjącego w Erze Herosów.
Dewiza rodu: Słuchajcie mojego ryku.
Herb: złoty lew na karmazynowym polu.
Hołd lenny złożyły Lannisterom rody: Banefort, Broom, Clegane, Crakehall, Lefford, Lydden, Marband, Payne, Prester, Serrett, Swyft i Westerling.

### Cersei Lannister
Cersei Lannister – żona Roberta Baratheona, królowa Westeros. Córka lorda Tywina, bliźniaczka Jaimego, siostra Tyriona, matka Joffreya, Myrcelli i Tommena Baratheonów.
W książkach Uczta dla wron i Taniec ze smokami prowadzona jest narracja z jej perspektywy.
W serialu w postać Cersei wcieliła się Lena Headey.

### Jaime Lannister
Jaime Lannister – syn i dziedzic lorda Tywina, bliźniak Cersei, brat Tyriona.
W książkach Nawałnica mieczy, Uczta dla wron i Taniec ze smokami prowadzona jest narracja z jego perspektywy.
W serialu w postać Jaimego wcielił się Nikolaj Coster-Waldau.

### Kevan Lannister
Kevan Lannister – młodszy brat Tywina, jego doradca.
W książce Taniec ze smokami (w epilogu) prowadzona jest narracja z jego perspektywy.
W serialu w postać Kevana wcielił się Ian Gelder.

### Tyrion Lannister
Tyrion Lannister – najmłodsze dziecko lorda Tywina, brat Cersei i Jaimego, karzeł.
W książkach Gra o Tron, Starcie królów, Nawałnica mieczy i Taniec ze smokami prowadzona jest narracja z jego perspektywy.
W serialu w postać Tyriona wcielił się Peter Dinklage.

### Tywin Lannister
Tywin Lannister – głowa rodu Lannisterów, lord Casterly Rock, Tarcza Lannisportu, Namiestnik Zachodu.
W serialu w postać Tywina wcielił się Charles Dance.

## Dom Martellów

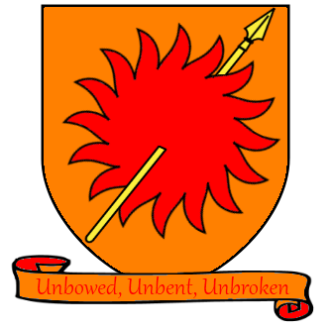
Herb Martellów

Jeden z Wielkich Rodów Westeros, Książęta Dorne, lordowie Słonecznej Włóczni.
Pierwszym księciem Dorne był Mors Martell, który ożenił się z królową Nymerią.
Dewiza rodu: Niezachwiani, Nieugięci, Niezłomni.
Herb: czerwone słońce przebite złotą włóczną
Hołd lenny złożyły Martellom rody: Allyrion, Dayne, Fowler, Jordayne, Santagar, Toland, Yronwood i Wyle.

### Arianne Martell
Arianne Martell – najstarsza córka księcia Dorana, księżniczka, dziedziczka Dorne.
W książce Uczta dla wron (w dwóch rozdziałach) prowadzona jest narracja z jej perspektywy.
W serialu postać nie pojawia się.

### Doran Martell
Doran Martell – głowa rodu Martellów, książę Dorne, lord Słonecznej Włóczni.
Ojciec: Arianne, Quentyna i Trystane’a.
W serialu w postać Dorana wcielił się Alexander Siddig.

### Oberyn Martell
Oberyn Martell, Czerwona Żmija – brat Dorana, książę, znakomity szermierz. Ojciec licznych bękarcich córek.
W serialu w postać Oberyna wcielił się Pedro Pascal.

### Quentyn Martell
Quentyn Martell – najstarszy syn księcia Dorana, książę.
W książce Taniec ze smokami prowadzona jest narracja z jego perspektywy.
W serialu postać nie pojawia się.

## Dom Starków

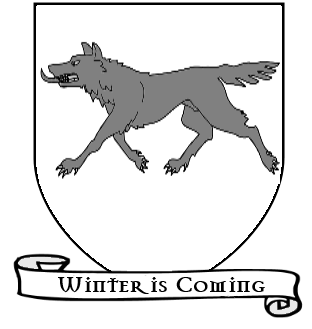
Herb Starków

Jeden z Wielkich Rodów Westeros, lordowie Winterfell i Północy. Dawni Królowie Północy, jeszcze wcześniej zwani Królami Zimy.
Legendarnym założycielem rodu był Brandon Budowniczy, który miał zbudować Winterfell i uczestniczyć w budowie Muru.
Dewiza rodu: Nadchodzi zima.
Herb: szary wilkor na białym jak lód polu.
Hołd lenny złożyły Starkom rody: Bolton, Cerwyn, Flint, Glover, Hornwood, Karstark, Manderly, Mormont, Reed, Tallhart i Umber.
Drzewo genealogiczne Domu Starków:

|        |        |        |        |        |        |  |  |                    |                    |                    |                    |                    |                    |  |  |                 |                 |                 |                 |                 |                 |  |  | Rickard | Rickard | Rickard | Rickard | Rickard | Rickard |  |  |      |      |      |      |      |      |  |  |        |        |        |        | Lyarra | Lyarra | Lyarra | Lyarra | Lyarra   | Lyarra   |          |          |                |                |                |                |                |                |  |  |        |        |        |        |        |        |  |  |        |        |        |        |        |        |
|        |        |        |        |        |        |  |  |                    |                    |                    |                    |                    |                    |  |  |                 |                 |                 |                 |                 |                 |  |  | Rickard | Rickard | Rickard | Rickard | Rickard | Rickard |  |  |      |      |      |      |      |      |  |  |        |        |        |        | Lyarra | Lyarra | Lyarra | Lyarra | Lyarra   | Lyarra   |          |          |                |                |                |                |                |                |  |  |        |        |        |        |        |        |  |  |        |        |        |        |        |        |
|        |        |        |        |        |        |  |  |                    |                    |                    |                    |                    |                    |  |  |                 |                 |                 |                 |                 |                 |  |  |         |         |         |         |         |         |  |  |      |      |      |      |      |      |  |  |        |        |        |        |        |        |        |        |          |          |          |          |                |                |                |                |                |                |  |  |        |        |        |        |        |        |  |  |        |        |        |        |        |        |
|        |        |        |        |        |        |  |  |                    |                    |                    |                    |                    |                    |  |  |                 |                 |                 |                 |                 |                 |  |  |         |         |         |         |         |         |  |  |      |      |      |      |      |      |  |  |        |        |        |        |        |        |        |        |          |          |          |          |                |                |                |                |                |                |  |  |        |        |        |        |        |        |  |  |        |        |        |        |        |        |
|        |        |        |        |        |        |  |  | Brandon            | Brandon            | Brandon            | Brandon            | Brandon            | Brandon            |  |  | Catelyn (Tully) | Catelyn (Tully) | Catelyn (Tully) | Catelyn (Tully) | Catelyn (Tully) | Catelyn (Tully) |  |  | Ned     | Ned     | Ned     | Ned     | Ned     | Ned     |  |  |      |      |      |      |      |      |  |  |        |        |        |        |        |        |        |        |          |          |          |          | nieznana matka | nieznana matka | nieznana matka | nieznana matka | nieznana matka | nieznana matka |  |  | Lyanna | Lyanna | Lyanna | Lyanna | Lyanna | Lyanna |  |  | Benjen | Benjen | Benjen | Benjen | Benjen | Benjen |
|        |        |        |        |        |        |  |  | Brandon            | Brandon            | Brandon            | Brandon            | Brandon            | Brandon            |  |  | Catelyn (Tully) | Catelyn (Tully) | Catelyn (Tully) | Catelyn (Tully) | Catelyn (Tully) | Catelyn (Tully) |  |  | Ned     | Ned     | Ned     | Ned     | Ned     | Ned     |  |  |      |      |      |      |      |      |  |  |        |        |        |        |        |        |        |        |          |          |          |          | nieznana matka | nieznana matka | nieznana matka | nieznana matka | nieznana matka | nieznana matka |  |  | Lyanna | Lyanna | Lyanna | Lyanna | Lyanna | Lyanna |  |  | Benjen | Benjen | Benjen | Benjen | Benjen | Benjen |
|        |        |        |        |        |        |  |  |                    |                    |                    |                    |                    |                    |  |  |                 |                 |                 |                 |                 |                 |  |  |         |         |         |         |         |         |  |  |      |      |      |      |      |      |  |  |        |        |        |        |        |        |        |        |          |          |          |          |                |                |                |                |                |                |  |  |        |        |        |        |        |        |  |  |        |        |        |        |        |        |
|        |        |        |        |        |        |  |  |                    |                    |                    |                    |                    |                    |  |  |                 |                 |                 |                 |                 |                 |  |  |         |         |         |         |         |         |  |  |      |      |      |      |      |      |  |  |        |        |        |        |        |        |        |        |          |          |          |          |                |                |                |                |                |                |  |  |        |        |        |        |        |        |  |  |        |        |        |        |        |        |
| Robb I | Robb I | Robb I | Robb I | Robb I | Robb I |  |  | Jeyne (Westerling) | Jeyne (Westerling) | Jeyne (Westerling) | Jeyne (Westerling) | Jeyne (Westerling) | Jeyne (Westerling) |  |  | Sansa           | Sansa           | Sansa           | Sansa           | Sansa           | Sansa           |  |  | Arya    | Arya    | Arya    | Arya    | Arya    | Arya    |  |  | Bran | Bran | Bran | Bran | Bran | Bran |  |  | Rickon | Rickon | Rickon | Rickon | Rickon | Rickon |        |        | Jon Snow | Jon Snow | Jon Snow | Jon Snow | Jon Snow       | Jon Snow       |                |                |                |                |  |  |        |        |        |        |        |        |  |  |        |        |        |        |        |        |
| Robb I | Robb I | Robb I | Robb I | Robb I | Robb I |  |  | Jeyne (Westerling) | Jeyne (Westerling) | Jeyne (Westerling) | Jeyne (Westerling) | Jeyne (Westerling) | Jeyne (Westerling) |  |  | Sansa           | Sansa           | Sansa           | Sansa           | Sansa           | Sansa           |  |  | Arya    | Arya    | Arya    | Arya    | Arya    | Arya    |  |  | Bran | Bran | Bran | Bran | Bran | Bran |  |  | Rickon | Rickon | Rickon | Rickon | Rickon | Rickon |        |        | Jon Snow | Jon Snow | Jon Snow | Jon Snow | Jon Snow       | Jon Snow       |                |                |                |                |  |  |        |        |        |        |        |        |  |  |        |        |        |        |        |        |

### Arya Stark
Arya Stark – młodsza córka lorda Eddarda i Catelyn.
Siostra Robba, Sansy, Brana i Rickona Starków. Jej wilkorzyca wabi się Nymeria.
W książkach Gra o Tron, Starcie królów, Nawałnica mieczy, Uczta dla wron i Taniec ze smokami prowadzona jest narracja z jej perspektywy.
W serialu w postać Aryi wcieliła się Maisie Williams.

### Brandon Stark
Brandon Stark, Bran – średni syn lorda Neda i Catelyn.
Brat Robba, Sansy, Aryi i Rickona Starków. Jego wilkor wabi się Lato.
W książkach Gra o Tron, Starcie królów, Nawałnica mieczy i Taniec ze smokami prowadzona jest narracja z jego perspektywy.
W serialu w postać Brana wcielił się Isaac Hempstead-Wright.

### Catelyn Stark
Catelyn Stark z domu Tully – żona Neda, córka Hostera Tully.
Matka Robba, Sansy, Aryi, Brana i Rickona Starków.
W książkach Gra o Tron, Starcie królów i Nawałnica mieczy prowadzona jest narracja z jej perspektywy.
W serialu w postać Cat wcieliła się Michelle Fairley.

### Eddard Stark
Eddard Stark, Ned – głowa rodu Starków, pan Winterfell, Namiestnik Północy.
Mąż Catelyn, ojciec Robba, Sansy, Aryi, Brana i Rickona Starków,
W książce Gra o Tron prowadzona jest narracja z jego perspektywy.
W serialu w postać Neda wcielił się Sean Bean.

### Rickon Stark
Rickon Stark – najmłodszy syn lorda Neda i Catelyn.
Brat Robba, Sansy, Aryi i Brana Starków. Jego wilkor wabi się Kudłacz.
W serialu w postać Rickona wcielił się Art Parkinson.

### Lyanna Stark
Lyanna Stark – młodsza siostra Neda Starka.
Lyanna miała zostać żoną Roberta Baratheona, lecz „porwał” ją Rhaegar - było to jedną z przyczyn upadku Targaryenów - a dziewczyna wkrótce zmarła.
W serialu w postać Lyanny wcieliła się Aisling Franciosi.

### Robb Stark
Robb Stark – najstarszy syn lorda Neda i Catelyn. Dziedzic Winterfell.
Brat Sansy, Aryi, Brana i Rickona Starków. Jego wilkor wabi się Szary Wicher.
W serialu w postać Robba wcielił się Richard Madden.

### Sansa Stark
Sansa Stark – córka lorda Neda i Catelyn.
Siostra Robba, Aryi, Brana i Rickona Starków. Jej wilkorzyca wabi się Dama.
W książkach Gra o Tron, Starcie królów, Nawałnica mieczy i Uczta dla wron prowadzona jest narracja z jej perspektywy.
W serialu w postać Sansy wcieliła się Sophie Turner.

## Dom Targaryenów

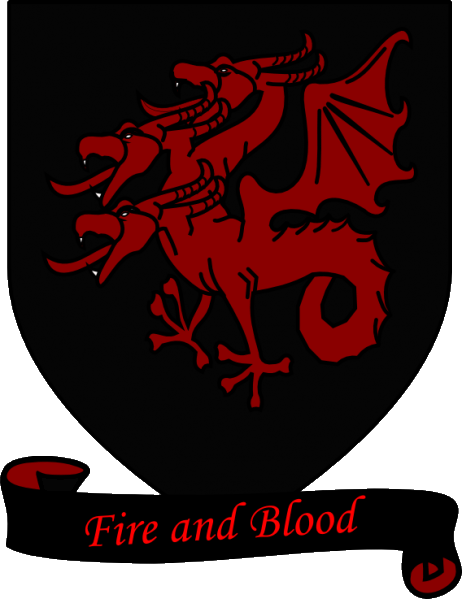
Herb Targaryenów

Stara dynastia królewska, obalona w wyniku buntu Wielkich Rodów.
Wywodzą się od starożytnych lordów Włości Valyriańskich, mają w sobie smoczą krew. Zdobyli Westeros przy pomocy smoków. Pierwszym królem z rodu był Aegon I Zdobywca, zwany Smokiem. Targaryenowie zawierali małżeństwa wewnątrz rodu.
Dewiza rodu: Ogień i krew.
Herb: trzygłowy smok. Czerwony na czarnym tle.

### Daenerys Targaryen
Daenerys Targaryen – córka obalonego króla Aerysa Obłąkanego, siostra Viserysa, żona Khala Drogo.
Przebywa na wygnaniu poza Westeros.
W książkach Gra o Tron, Starcie królów, Nawałnica mieczy i Taniec ze smokami prowadzona jest narracja z jej perspektywy.
W serialu w postać Daenerys wcieliła się Emilia Clarke.

### Rhaegar Targaryen
Rhaegar Targaryen – najstarszy syn Aerysa Obłąkanego, jego dziedzic. Zabity przez Roberta Baratheona w bitwie nad Tridentem. Był mężem Elli Martell, z którą miał dwójkę dzieci: Aegona VI oraz Rhaenys.
W serialu w postać Rhaegara wcielił się Wilf Scolding.

### Viserys Targaryen
Viserys Targaryen – najmłodszy syn obalonego króla Aerysa Obłąkanego, brat Daenerys i zmarłego Rhaegara.
W serialu w postać Viserysa wcielił się Harry Lloyd.

## Dom Tyrellów

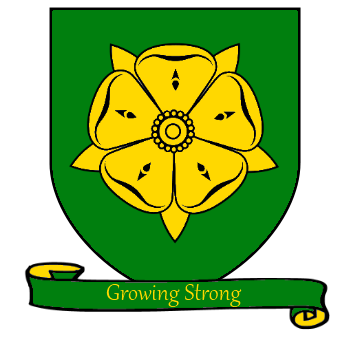
Herb Tyrellów

Jeden z Wielkich Rodów Westeros, lordowie Wysogrodu, wielcy marszałkowie Reach.
Ród wywodzi się od Gartha Zielonorękiego (Pierwsi Ludzie).
Dewiza rodu: Zbieramy siły.
Herb: złota róża na trawiastozielonym polu.
Hołd lenny złożyły Tyrellom rody: Crane, Florent, Fossoway, Hightower, Mullendore, Oakheart, Redwyne, Rowan, Tarly i Vyrwel.

### Loras Tyrell
Loras Tyrell, Rycerz Kwiatów – syn lorda Mace’a, znakomity szermierz.
W serialu w postać Lorasa wcielił się Finn Jones.

### Lady Olenna Tyrell
Lady Olenna Tyrell – matka Mace’a Tyrella oraz babka Margaery.
W serialu w postać Lady Olenny wcieliła się Diana Rigg.

### Mace Tyrell
Mace Tyrell – głowa rodu Tyrellów, lord Wysogrodu, Wielki Marszałek Reach, Obrońca Pogranicza, Namiestnik Południa.
Ojciec Willasa, Garlana Dzielnego, Lorasa i Margaery.
W serialu w postać Mace’a wcielił się Roger Ashton-Griffiths.

### Margaery Tyrell
Margaery Tyrell – córka lorda Mace’a.
W serialu w postać Margaery wcieliła się: Natalie Dormer.

## Dom Tullych

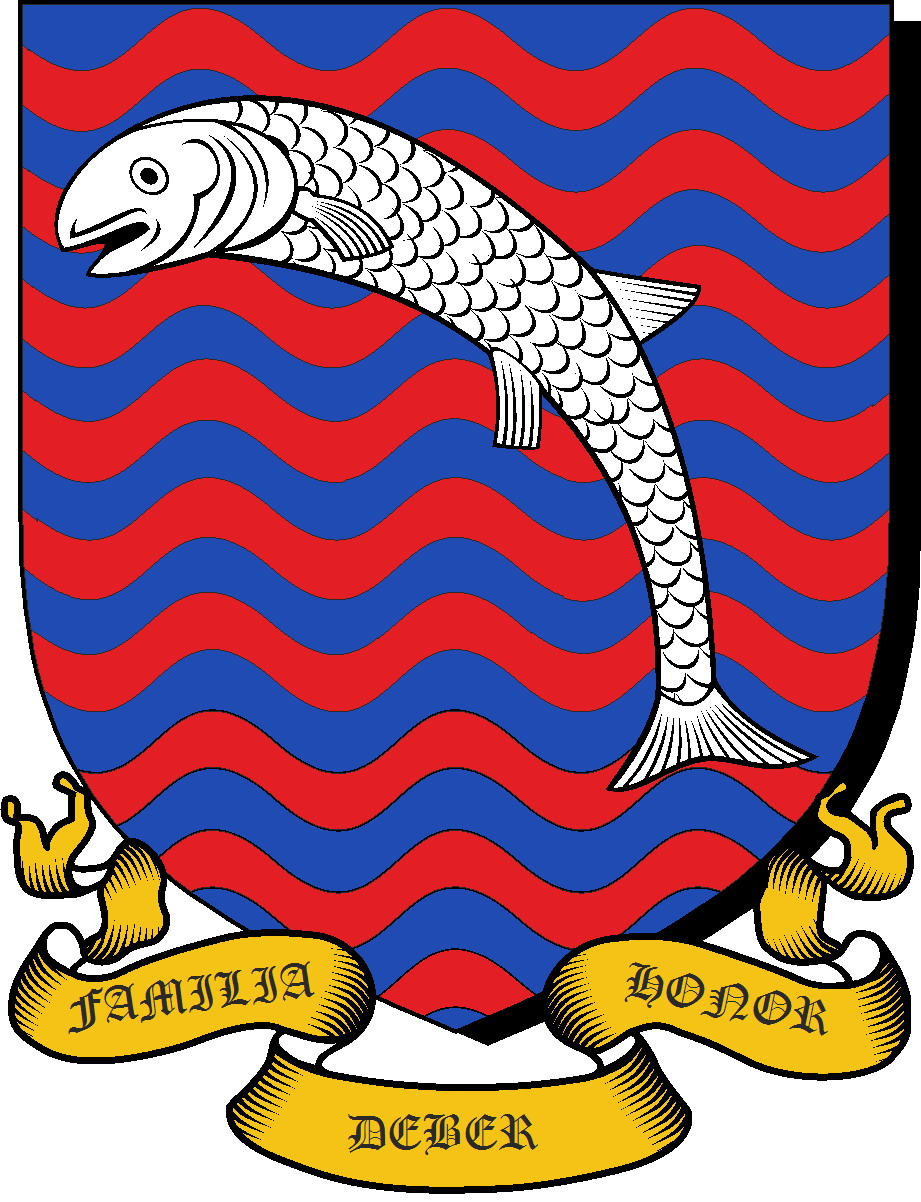
Herb Tullych

Jeden z Wielkich Rodów Westeros, lordowie Riverrun i władcy Dorzecza.
Pierwszym lordem z rodu był Edmyn Tully (czasy Podboju)
Dewiza rodu: Rodzina, obowiązek, honor.
Herb: skaczący pstrąg.
Hołd lenny złożyły Tullym rody: Blackwood, Bracken, Darry, Frey, Mallister, Piper, Ryger, Vance i Whent.

### Brynden Tully
Brynden Tully, Blackfish – brat Hostera, znakomity dowódca.
W serialu w postać Blackfisha wcielił się Clive Russell.

### Edmure Tully
Edmure Tully – syn Hostera, dziedzic Riverrun. Brat Cat i Lysy.
W serialu w postać Edmure’a wcielił się Tobias Menzies.

### Hoster Tully
Hoster Tully – głowa rodu Tullych, lord Riverrun. Ojciec Cat (żony Neda Starka) i Lysy (żony Jona Arryna).
W serialu w postać Hostera wcielił się Christopher Newman.

## Nocna Straż

Herb Nocnej Straży

Organizacja strzegąca Siedmiu Królestw Westeros przed mieszkańcami najdalszej północy kontynentu. Pełni służbę na Murze.

### Chett
Chett – brat Nocnej Straży, opiekun psów.
W książce Nawałnica mieczy (w prologu) prowadzona jest narracja z jego perspektywy.
W serialu postać nie pojawia się.

### Jeor Mormont
Jeor Mormont, Stary Niedźwiedź – lord dowódca Nocnej Straży, dowódca Czarnego Zamku.
Były lord Wyspy Niedźwiedziej. Ojciec Joraha.
W serialu w postać Starego Niedźwiedzia wcielił się James Cosmo.

### Jon Snow
Jon Snow – syn Neda Starka, którego prawdziwe pochodzenie jest tajemnicą również dla niego samego. Brat Nocnej Straży.
Jego wilkor wabi się Duch.
W książkach Gra o Tron, Starcie królów, Nawałnica mieczy i Taniec ze smokami prowadzona jest narracja z jego perspektywy.
W serialu w postać Jona wcielił się Kit Harington.

### Samwell Tarly
Samwell Tarly, Sam – brat Nocnej Straży, syn lorda Randylla Tarly, były dziedzic Horn Hill. Przyjaciel Jona Snowa.
W książkach Nawałnica mieczy i Uczta dla wron prowadzona jest narracja z jego perspektywy.
W serialu w postać Sama wcielił się John Bradley-West.

### Will
Will – brat Nocnej Straży, zwiadowca.
W książce Gra o Tron (w prologu) prowadzona jest narracja z jego perspektywy.
W serialu w postać Willa wcielił się Bronson Webb.

### Maester Aemon
Maester Aemon Targaryen – maester Nocnej Straży w Czarnym Zamku. Wiekowy starzec, który stracił wzrok, lecz zachował przenikliwy umysł. Starszy brat króla Aegona V (dziadka Szalonego Króla).
W serialu w postać Aemona wcielił się Peter Vaughan.

## Królewska Przystań

### Petyr Baelish
Petyr Baelish, Littlefinger – doradca królewski, Starszy nad Monetą.
W serialu w postać Littlefingera wcielił się Aidan Gillen.

### Shae
Shae - młoda markietanka, która zostaje kochanką Tyriona Lannistera.
W serialu w postać Shae wcieliła się Sibel Kekilli.

### Varys
Varys – królewski doradca, Starszy nad Szeptaczami (szpiegami). Eunuch.
W serialu w postać Varysa wcielił się Conleth Hill.

## Inne postacie z Westeros

### Arys Oakheart
Arys Oakheart – rycerz Gwardii Królewskiej.
W książce Uczta dla wron (w jednym rozdziale) prowadzona jest narracja z jego perspektywy.

### Areo Hotah
Areo Hotah – kapitan straży księcia Dorne Dorana Martella.
W książkach Uczta dla wron (w jednym rozdziale) i Taniec ze smokami (w jedynym rozdziale) prowadzona jest narracja z jego perspektywy.
W serialu w postać Areo wcielił się DeObia Oparei.

### Barristan Selmy
Barristan Selmy – rycerz, najpierw Lord dowódca Gwardii Królewskiej, później dowódca gwardii i doradca Daenerys Targaryen.
W książce Taniec ze smokami prowadzona jest narracja z jego perspektywy.
W serialu w postać Barristana wcielił się Ian McElhinney.

### Brienne z Tarthu
Brienne z Tarthu – rycerz, córka lorda Selwyna z Tarthu, zwana Dziewicą z Tarthu.
W książce Uczta dla wron prowadzona jest narracja z jej perspektywy.
W serialu w postać Brienne wcieliła się Gwendoline Christie.

### Bronn
Bronn – najemnik, sługa i obrońca Tyriona Lannistera.
W serialu w postać Bronna wcielił się Jerome Flynn.

### Cressen
Cressen – maester ze Smoczej Skały, sługa Stannisa Baratheona.
W książce Starcie królów (w prologu) prowadzona jest narracja z jego perspektywy.
W serialu w postać Cressena wcielił się Oliver Ford Davies.

### Davos Seaworth
Davos Seaworth – były przemytnik, rycerz i doradca Stannisa Baratheona.
W książkach Starcie królów, Nawałnica mieczy i Taniec ze smokami prowadzona jest narracja z jego perspektywy.
W serialu w postać Davosa wcielił się Liam Cunningham.

### Jon Connington
Jon Connington – były królewski Namiestnik (króla Aerysa Obłąkanego) i lord Gniazda Gryfów; uznawany za zmarłego.
W książce Taniec ze smokami (w dwóch rozdziałach) prowadzona jest narracja z jego perspektywy.
W serialu postać nie pojawia się.

### Jorah Mormont
Jorah Mormont – rycerz, wygnaniec z Westeros, doradca Daenerys Targaryen. Jako syn Jeora, zwanego Starym Niedźwiedziem, był dziedzicem Wyspy Niedźwiedziej.
W serialu w postać Joraha wcielił się Iain Glen.

### Merrett Frey

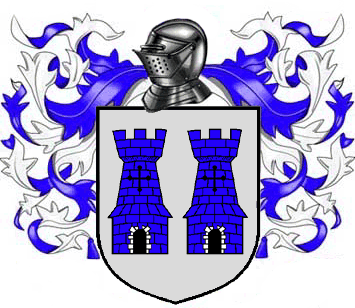
Herb Freyów

Merett Frey – dziewiąty syn lorda Freya.
W książce Nawałnica mieczy (w epilogu) prowadzona jest narracja z jego perspektywy.
W serialu postać nie pojawia się.

### Pete
Pete – nowicjusz uczący się w Cytadeli na maestra.
W książce Uczta dla wron (w prologu) prowadzona jest narracja z jego perspektywy.
W serialu postać nie pojawia się.

### Randyll Tarly
Randyll Tarly – lord Horn Hill, jeden z wasali Mace’a Tyrella, ojciec Samwella Tarly.
W serialu w postać Randylla  wcielił się James Faulkner.

### Sandor Clegane
Sandor Clegane, Ogar – sługa Lannisterów, biegły w walce mieczem.
W serialu Ogara zagrał Rory McCann.

## Dzicy

### Goździk
Goździk (oryg. Gilly) - córka Crastera, jednego z Dzikich przyjaznych Nocnej Straży.
W serialu w postać Goździk wcieliła się Hannah Murray.

### Mance Rayder
Mance Rayder – król Dzikich, były brat Nocnej Straży.
W serialu w postać Mance’a wcielił się Ciarán Hinds.

### Tormund
Tormund Zabójca Olbrzyma – jeden z wodzów Dzikich.
W serialu w postać Tormunda wcielił się Kristofer Hivju.

### Varamyr Sześć Skór
Varamyr Sześć Skór – jeden z wodzów Dzikich, utalentowany zmiennoskóry (potrafi przenosić swą świadomość w ciała zwierząt).
W książce Taniec ze smokami (w prologu) prowadzona jest narracja z jego perspektywy.

### Ygritte
Ygritte – łuczniczka w armii Dzikich, kochanka Jona Snowa.
W serialu w postać Ygritte wcieliła się Rose Leslie.

## Postacie spoza Westeros

### Daario Naharis
Daario Naharis - dowódca najemników, kochanek Daenerys.
W serialu w postać Daario wcielił się Ed Skrein a następnie Michiel Huisman.

### Khal Drogo
Khal Drogo – przywódca największego khalasaru Dothraków. Mąż Daenerys Targaryen.
W serialu w postać Drogo wcielił się Jason Momoa.

### Melisandre z Asshai
Melisandre z Asshai – kapłanka boga ognia R’hllora, doradca i powierniczka Stannisa Baratheona.
W książce Taniec ze smokami prowadzona jest narracja z jej perspektywy.
W serialu w postać Melisandre wcieliła się Carice van Houten.

### Missandei
Missandei – niewolnica uwolniona przez Daenerys Targaryen, której później dobrowolnie służyła. Była tłumaczką i poliglotką.
W serialu w postać Missandei wcieliła się Nathalie Emmanuel.

## Bibliografia

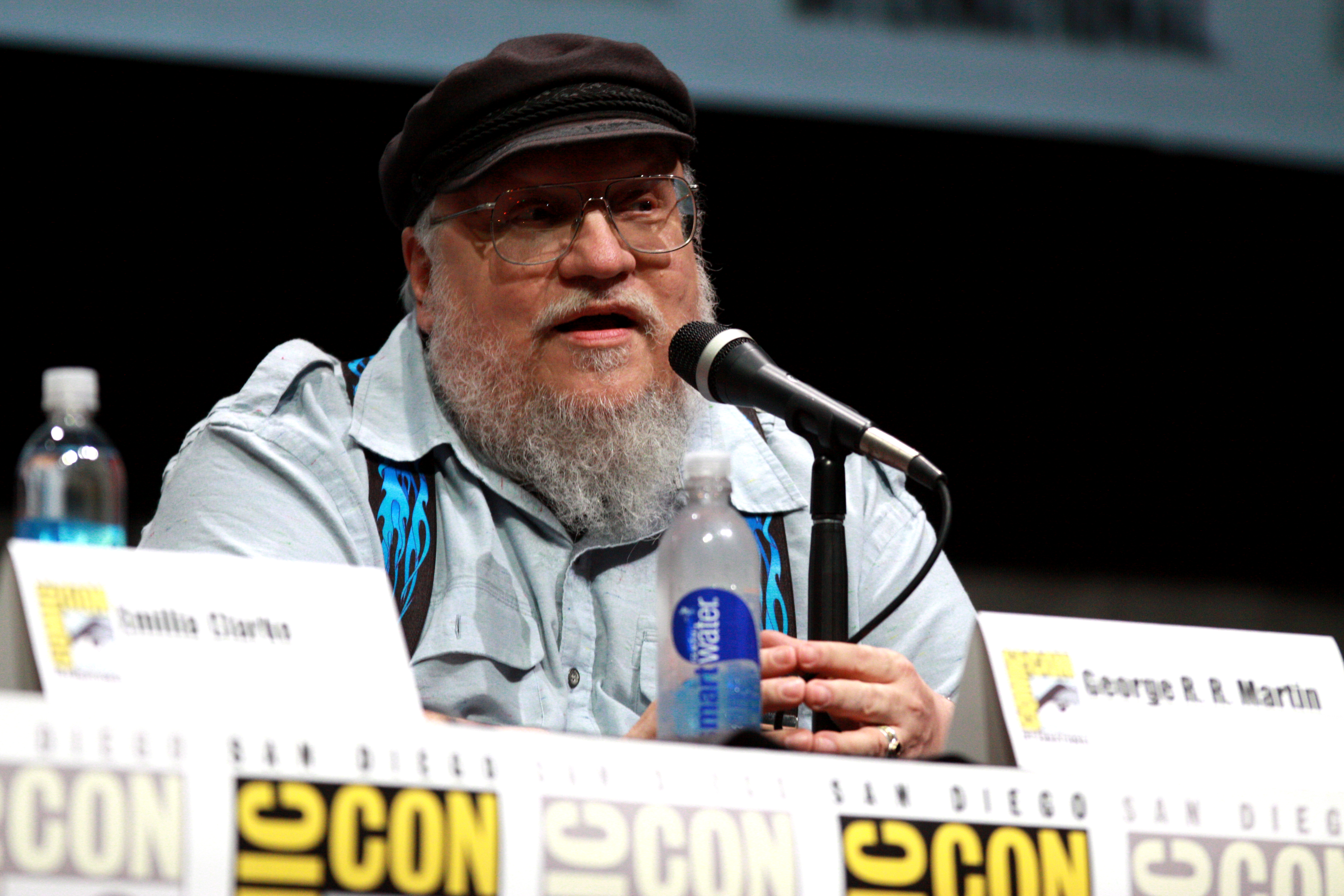
George R.R. Martin na Comic-Conie